# Duguwolowula
Duguwolowula är en kommun i Mali.   Den ligger i kretsen Banamba och regionen Koulikoro, i den sydvästra delen av landet, 130 km nordost om huvudstaden Bamako.